# Murder, Inc.

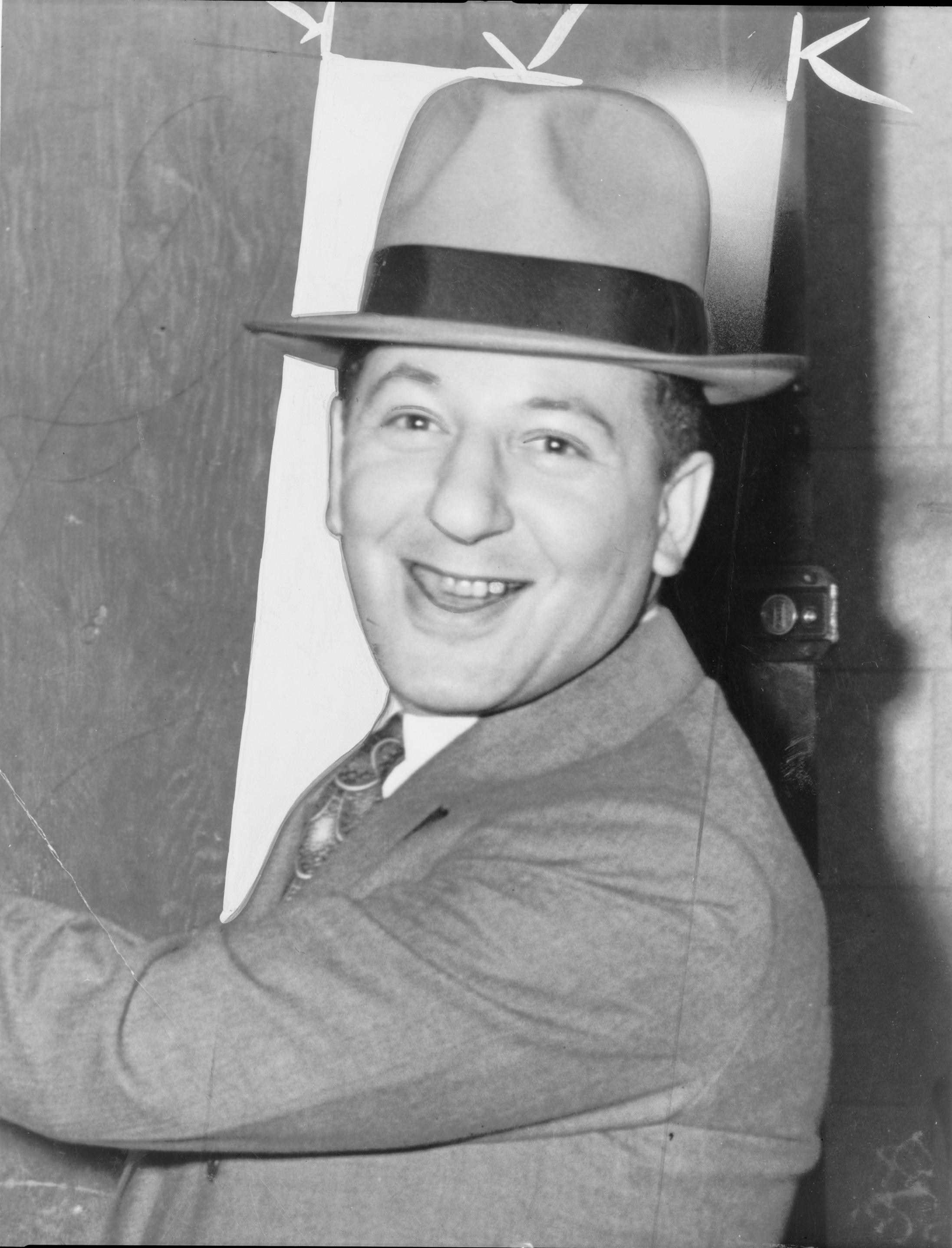
Retrato de Louis "Lepke" Buchalter

Murder, Inc. (Murder, Incorporated, ou "Assassinato, Incorporado") foi uma associação de crime organizado, ativa entre 1929 e 1941, que agiu como o braço armado de execuções para a Cosa Nostra Americana, a Máfia Judia e outros grupos em Nova Iorque e em outros lugares, com o propósito não só de assassinar mas também de intimidar e defender os interesses da Máfia Americana. A organização era formada majoritariamente por gângsters judeus e ítalo-americanos e seus membros eram normalmente trabalhadores de classe média de bairros ao redor de Manhattan (principalmente do Lower  East Side) e do Brooklyn, nos bairros de Brownsville, East New York e Ocean Hill. Suas principais lideranças eram Louis "Lepke" Buchalter e, depois, Albert Anastasia. Acredita-se que o Murder, Inc. pode ter recebido entre 400 e 1 000 contratos para executar, até que o grupo foi exposto em 1941 pelo ex-membro Abe "Kid Twist" Reles. O Murder, Inc. pode ter sido responsável por centenas de mortes, muitos a mando do National Crime Syndicate (de Lucky Luciano) entre 1929 e 1941. Nos julgamentos que se seguiram, muitos membros foram condenados a cadeia e alguns receberam sentenças de morte, e o próprio Abe Reles morreu de forma suspeita ao cair de uma janela. Thomas E. Dewey ganhou fama nacional nos Estados Unidos ao ser um procurador no caso do processo contra o Murder, Inc. e outras ações contra o crime organizado.